# Keith Greene
Keith Greene (ur. 5 stycznia 1938 w Londynie, zm. 8 marca 2021) – brytyjski kierowca wyścigowy. Startował w wyścigach Formuły 1 w latach 1959–1962 w zespole Gilby, który należał do jego ojca Sida Greene’a. Po rezygnacji ze startów pracował jako menedżer w brytyjskich zespołach wyścigowych.